# Agilis
Agilis Eisenbahngesellschaft mbH & Co. KG (agilis E) en Agilis Verkehrsgesellschaft mbH & Co. KG (agilis V) (eigen schrijfwijze: agilis) zijn spoorwegondernemingen die een deel van het treinverkeer in Beieren exploiteert. Agilis E is een dochteronderneming van de Hamburger Hochbahn (51%) en BeNEX (49%), Agilis V is een volledige dochter van BeNEX.

## Geschiedenis
Eind mei 2008 won de Hamburger Hochbahn de aanbesteding van de zogenaamde concessie Regensburger Sterns (ook wel E-Netz Regensburg), die de geëlektrificeerde stoptreindiensten om Regensburg omvat. Op 30 juli 2008 ondertekende de opdrachtgever van de concessie (Bayerische Eisenbahngesellschaft), de Hamburger Hochbahn en BeNEX de overeenstemming van de exploitatie. Voor de concessie Dieselnetz Oberfranken, die sinds juni 2011 bediend wordt, won BeNEX de aanbesteding. Om deze concessies te kunnen exploiteren werd in het eerste halfjaar van 2009 beide "agilis"-maatschappijen in Regensburg opgericht.
De organisatie bevindt zich direct in de buurt van Regensburg Hauptbahnhof in de zogenaamde Posthof. Het onderhoudscentrum voor de "E-Netz" is op het terrein van een voormalige suikerfabriek in het oosten van de stad. De eerste schop in de grond was op 29 oktober 2009.
Begin augustus 2016 werd met een staking van de exploitatie gedreigd, om hogere subsidies af te dwingen. De rede hiervoor was de concurrentie van langeafstandsbussen die nog niet reden toen de concessieovereenkomst werd getekend.

## Concessies

### E-Netz Regensburg met Donautalbahn
In november 2007 won de Hamburger Hochbahn de aanbesteding van het E-Netz Regensburg, dat in totaal 5,5 miljoen treinkilometers per jaar op de verbindingen van Regensburg naar Neumarkt in der Oberpfalz, Plattling, Landshut, Ulm en Ingolstadt omvat. Het beroep van DB Regio Bayern werd op 21 mei 2008 door het Oberlandesgericht München verworpen. Hierop volgend deelde de Bayerische Eisenbahngesellschaft (BEG) mee dat de Hochbahn de concessie had gewonnen. Voor de exploitatie werd in totaal 26 nieuwe Alstom Coradia Continental-treinstellen aangeschaft. Deze concessie wordt gereden door agilis Eisenbahngesellschaft mbH & Co. KG.

### Dieselnetz Oberfranken
Na de winst van de concessie E-Netz Regensburg won BeNEX ook bij de aanbesteding van het Dieselnetz Oberfranken in oktober 2008. De exploitatie werd tweedelig in juni 2011 en december 2012 op talrijke niet geëlektrificeerde hoofd- en zijlijnen tussen Bad Steben, Weiden, Bamber en Bad Rodach in gebruik genomen. De kantelbaktrein-verbindingen en de Alex-treinen vielen daar niet onder. Het verkeersvolume bedraagt vier miljoen treinkilometers per jaar, de concessie loopt tot eind 2023. Daarmee werd het voormalige aanbod met een derde verhoogd, zodat op bijna alle verbindingen een uurfrequentie wordt aangeboden (Bad Rodach - Weiden, Hof - Bayreuth). Voor de exploitatie worden 38 Stadler Regio-Shuttle RS1-treinstellen ingezet. Deze concessie wordt gereden door agilis Verkehrsgesellschaft mbH & Co. KG

## Netwerk

### Regensburger Stern (agilis Mitte)

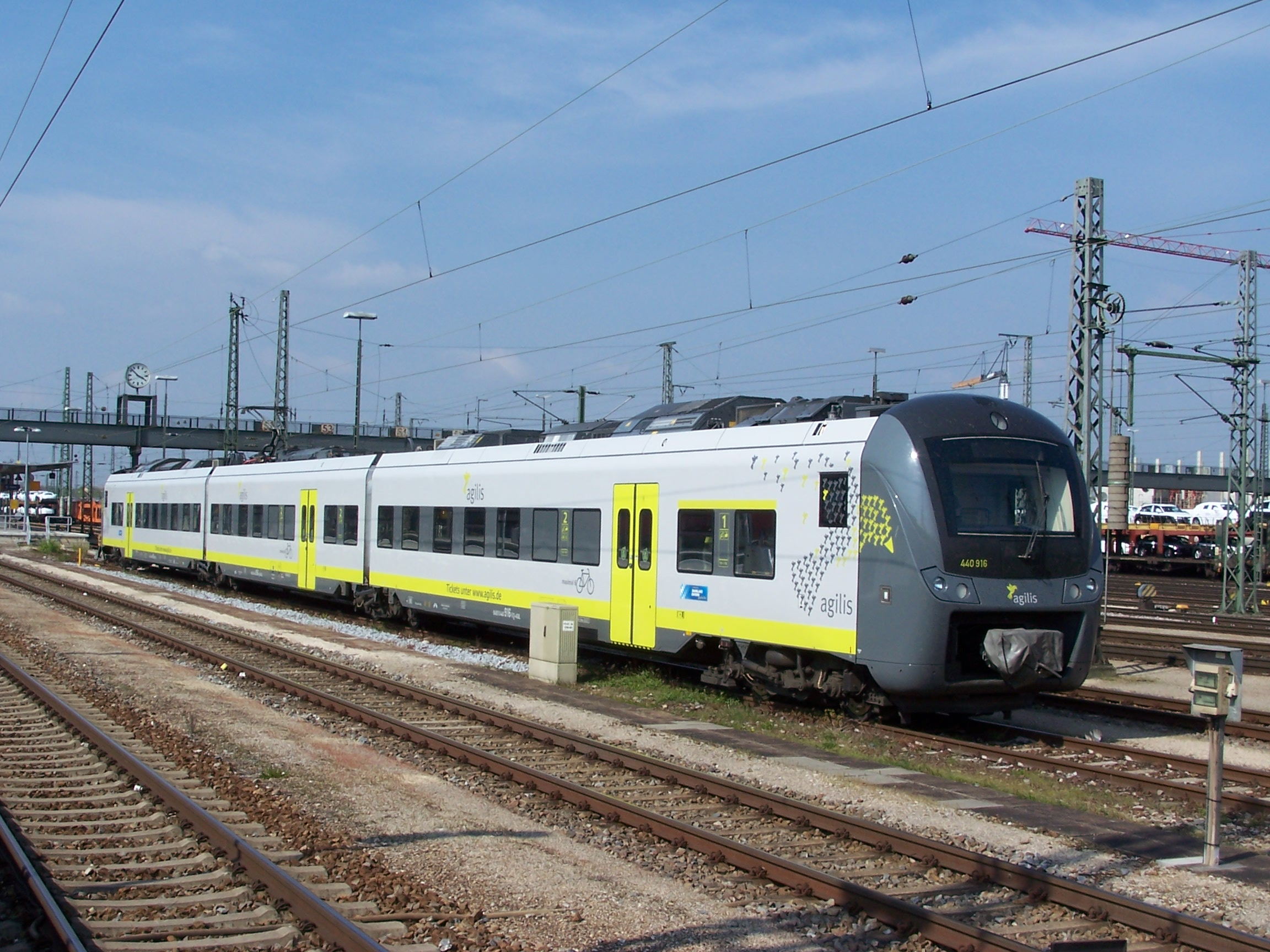
Alstom Coradia Continental van Agilis opgesteld in Ingolstadt Hbf (2014)

Bij de nieuwe dienstregeling op 12 december 2010 nam agilis Eisenbahngesellschaft de exploitatie van de Regensburger Stern (Netz-Mitte) afgenomen. Agilis nam de stoptreindiensten van DB Regio over op de verbindingen Neumarkt in der Oberpfalz - Regensburg - Plattling, Regensburg - Ingolstadt en Ulm - Regensburg - Landshut. Het bestaande aanbod werd vergroot en vooral in de ochtend- en avonduren uitgebreid, maar waarbij de meeste treinen met minder zitplaatsen worden ingezet dan bij DB Regio. De lijnen rijden overwegend in een uurfrequentie, tijdens de spits ook elk halfuur. Bij de nieuwe dienstregeling op december 2011 werd het netwerk uitgebreid van Ingolstadt tot Ulm. Naast de gewone stoptreinen (afgekort "ag") rijden er ook sneltreinen (afgekort "as"; agilis-Schnellzug) van Regensburg naar Ulm elke vier uur op werkdagen (op het trajectdeel Regensburg - Donauwörth extra ritten elk uur) en elke twee uur in de weekenden (alternerend elke twee uur met de normale stoptreinen). De exploitatie op het gehele netwerk wordt gedaan met treinen van het type Alstom Coradia Continental, waar bij de meeste ritten een conducteur aanwezig is. De automatische halteomroep in de trein is ingesproken door Bernhard Fleischmann.
De sneltreinen vallen onder de regionale treinen en kunnen dus met regionale treinkaartjes, zoals de Bayern-Ticket, gebruikt worden.
De Regensburger Stern bestaat uit de volgende lijnen:
| Spoorboeknr. | Verbinding                                                 | Gebruikte spoorlijnen                      | Opmerkingen |
| ------------ | ---------------------------------------------------------- | ------------------------------------------ | ----------- |
| 880          | Neumarkt (Oberpf) - Regensburg Hbf - Straubing - Plattling | Nürnberg - Regensburg, Regensburg - Passau |             |
| 930          | Regensburg Hbf - Neufahrn (Niederbay) - Landshut Hbf       | Regensburg - München                       |             |
| 993          | Regensburg Hbf - Ingolstadt Hbf - Ulm Hbf                  | Donautalbahn                               |             |

De jaarlijkse omvang van de concessie is 5,5 miljoen treinkilometers.
Sinds de nieuwe dienstregeling op 13 december 2015 doen de Agilis-treinen op werkdagen in beide richtingen (Donauwörth/Ulm en Regensburg) ook Ingolstadt Nord aan, om de verbinding met de Audifabriek te verbeteren. Vanaf het station sluit er een directe bus aan richting de fabriek. Daarvoor waren er maar enkele sneltreinen die de verbinding aandeden.

### Dieselnetz Oberfranken (agilis Nord)

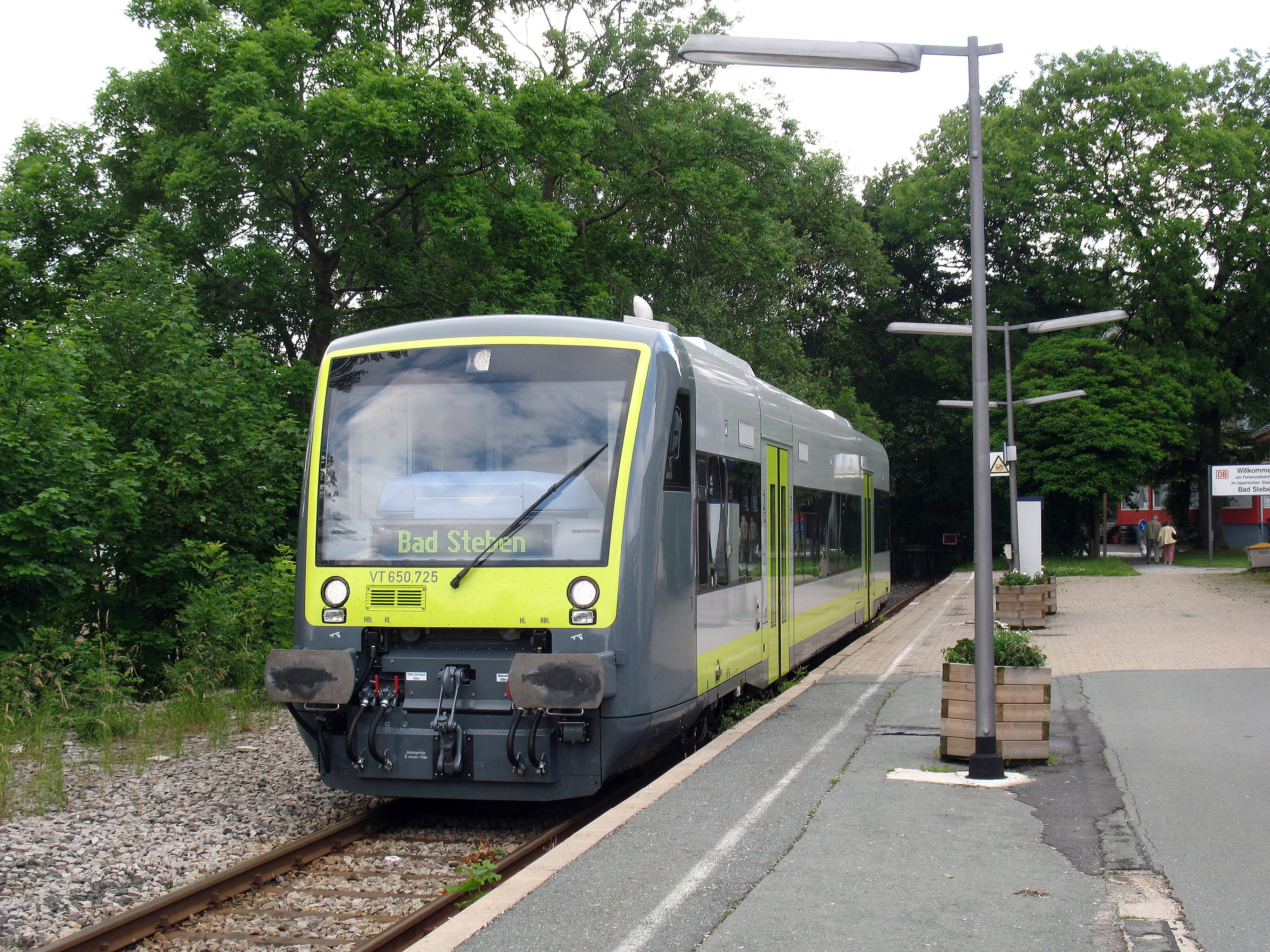
Treinstel VT 650.725 (Regio-Shuttle) van Agilis in Bad Steben (2011)

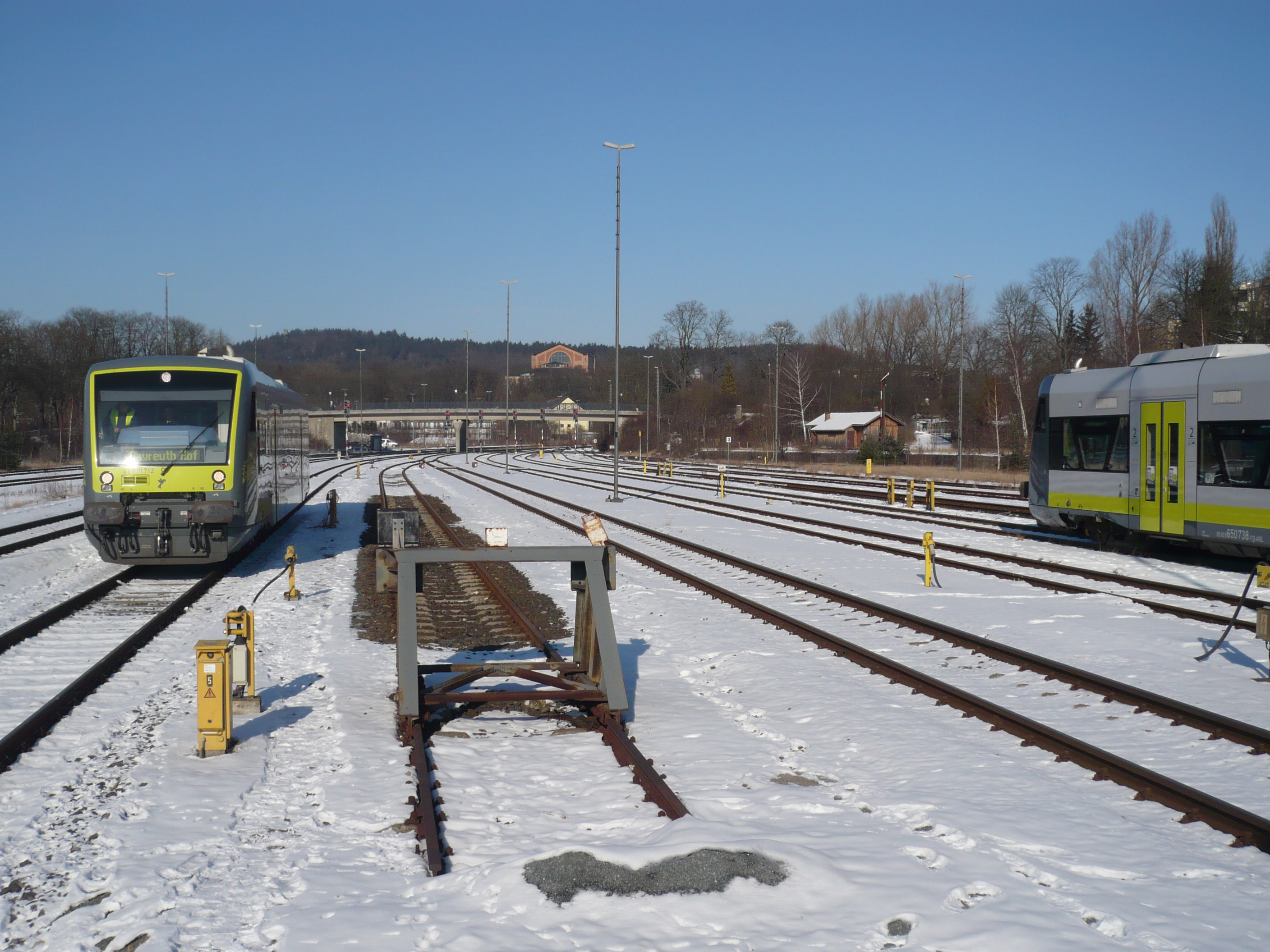
Twee Agilis Regio-Shuttles in Bayreuth Hbf (2012)

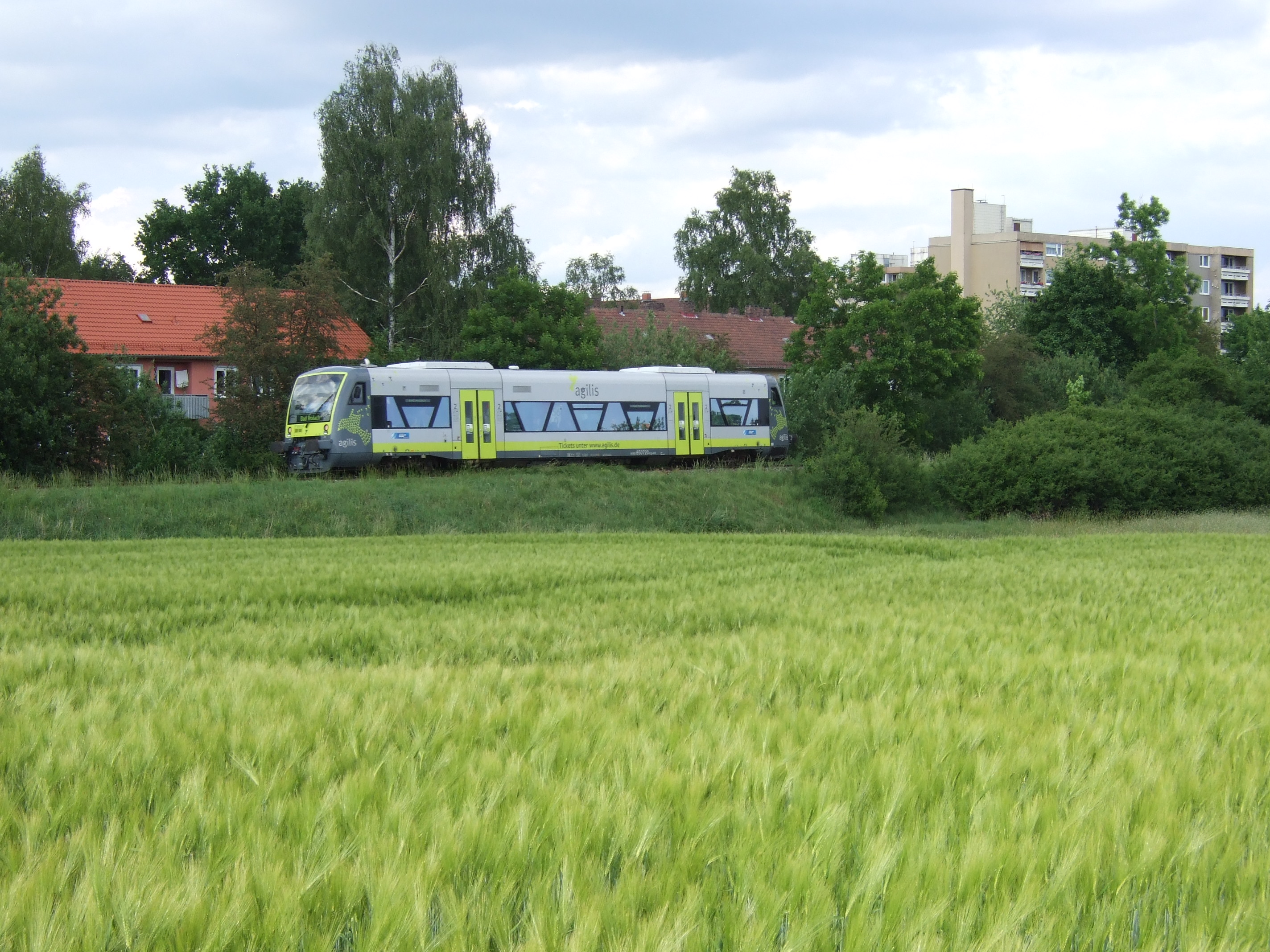
Regio-Shuttle RS1 uit Weiden naar Bad Rodach in Bayreuth (2012)

Op 12 juni 2011 nam de Agilis Verkehrsgesellschaft de exploitatie op de niet geëlektrificeerde regionale spoorlijnen in de Oberfranken om de steden Bamberg, Bayreuth, Coburg en Hof over. Hiervoor worden 38 treinen van het type Stadler Regio-Shuttle RS1 ingezet. De concessie loopt tot 2023. De voorgaande exploitant tot 2011 was DB Regio.
Op de start op 12 juni moesten op drie trajecten in de weekenden treinen door bussen vervangen worden, omdat Agilis niet genoeg machinisten geworven had en niet genoeg machinisten kon inhuren. Sinds de nieuwe dienstregeling op 11 december 2011 rijden er weer planmatig treinen over de betreffende trajecten.
In tegenstelling tot het net agilis Mitte zijn de treinen van agilis Nord uitgerust met een treinkaartenautomaat.
De Dieselnetz Oberfranken omvat de volgende trajecten:
| Spoorboeknr. | Verbinding                                      | Gebruikte spoorlijnen         | Opmerkingen                 |
| ------------ | ----------------------------------------------- | ----------------------------- | --------------------------- |
| 820          | Coburg - Lichtenfels                            | Coburg - Lichtenfels          | enkele ritten tot Bamberg   |
| 821          | Forchheim - Ebermannstadt                       | Forchheim - Ebermannstadt     | enkele ritten vanaf Bamberg |
| 826          | Bamberg - Ebern                                 | Breitengüßbach - Ebern        |                             |
| 831          | Coburg - Bad Rodach                             | Coburg - Bad Rodach           |                             |
| 850          | Bamberg - Lichtenfels - Kulmbach - Hof Hbf      | Bamberg - Hof                 | enkele ritten               |
| 853          | Münchberg - Helmbrechts                         | Münchberg - Selbitz           |                             |
| 857          | Hof Hbf - Naila - Bad Steben                    | Hof - Bad Steben              |                             |
| 858          | Hof Hbf - Selb                                  | Cheb - Oberkotzau             |                             |
| 860          | Marktredwitz - Kirchenlaibach                   | Nürnberg - Cheb               |                             |
| 862          | Bayreuth Hbf - Weidenberg                       | Bayreuth - Warmensteinach     |                             |
| 867          | Weiden (Oberpf) - Kirchenlaibach - Bayreuth Hbf | Bayreuth - Weiden (Oberpfalz) |                             |

Bij de stoptreinen (Regionalbahn) gaat het om de volgende doorgaande verbindingen:
| Treinsoort | Lijn                                                                         | Lengte in km |
| ---------- | ---------------------------------------------------------------------------- | ------------ |
| ag         | Ebermannstadt - Forchheim (- Bamberg)                                        | 14,8         |
| ag         | Bamberg - Ebern                                                              | 25,3         |
| ag         | Bad Rodach - Cobug - Lichtenfels - Kulmbach - Bayreuth Hbf - Weiden (Oberpf) | 160,9        |
| ag         | Hof Hbf - Münchberg - Kulmbach                                               | 65,2         |
| ag         | Helmbrechts - Münchberg                                                      | 9,3          |
| ag         | Hof Hbf - Marktredwitz - Kirchenlaibach - Bayreuth Hbf                       | 90,8         |
| ag         | Bad Steben - Hof Hbf                                                         | 27           |
| ag         | Hof Hbf - Selb Stadt                                                         | 29,1         |
| ag         | Bayreuth Hbf - Weidenberg                                                    | 13,9         |

## Kwaliteitsbeoordeling
De opdrachtgever Bayerische Eisenbahngesellschaft (BEG) beoordeeld elk half jaar alle spoorwegdiensten die in opdracht van BEG worden gereden. Agilis Mitte (Agilis E) en Agilis Nord (Agilis V) worden apart beoordeeld. In 2012 was Agilis Nord de beste van de vijftien regionale spoorwegondernemingen. Momenteel staat Agilis Nord op plaats 2 en Agilis Mitte op plaats 4 van de 28 spoorwegondernemingen in Beieren (stand: 30 juni 2017).